# Погребняк, Кирилл Викторович
Кири́лл Ви́кторович Погребня́к (27 июня 1992, Москва) — российский футболист, нападающий. Младший брат Павла Погребняка, брат-близнец Николая Погребняка.

## Карьера
Воспитанник московской футбольной школы «Тимирязевец». Перед началом сезона 2010 вместе с братом-близнецом Николаем проходил просмотр в футбольном клубе «Ростов», однако дончанам футболисты не подошли.
В ноябре 2010 года Кирилл с Николаем по просьбе старшего брата Павла прибыли на просмотр в «Томь». К новому сезону готовились уже в составе молодёжной команды томского клуба.
С первых же туров молодёжного первенства России 2011 стал стабильно забивать голы, чем заслужил вызов в основную команду. Впервые в заявку на игру Премьер-лиги попал в матче 4 тура против «Анжи», но на поле не вышел.
Дебют футболиста в основном составе «Томи» состоялся 17 июля 2011 года в матче Кубка России против «Металлурга-Оскола». Погребняк вышел на замену Евгению Старикову на 74-й минуте встречи. Матч завершился победой «Томи» со счётом 1:0. Первый свой матч в Премьер-лиге провёл 11 сентября 2011 года, когда вышел в стартовом составе игры «Томи» с «Крыльями Советов» и провёл на поле один тайм. Всего в дебютном сезоне за «Томь» Погребняк вышел на поле в 13 матчах чемпионата России и отметился одной жёлтой карточкой.
Свой первый гол за основной состав «Томи» забил 1 сентября 2012 года в матче Кубка России против «Сибири». Также в сезоне 2012/13 Погребняку трижды удалось отличиться в 16 матчах первенства ФНЛ. Тем самым он помог команде вернуться в Премьер-лигу.
3 августа 2013 года на правах аренды перешёл в воронежский «Факел». Дебют в команде состоялся 9 августа в матче против «Орла», а ещё через неделю Погребняк забил свой первый гол за «Факел», поразив ворота «Спартака-2». Всего за сезон в «Факеле» забил 8 голов в 24 матчах второго дивизиона, став таким образом лучшим бомбардиром команды.
В сезоне 2014/15 вернулся в «Томь». В трёх стартовых матчах забил три мяча. В августе 2014 года, получив травму, выбыл на два месяца. Всего за сезон в 19 матчах ФНЛ забил 6 голов.
В первых четырёх матчах, сыгранных в сезоне 2015/16, забил 4 гола. 18 апреля в матче со «СКА-Энергией» в столкновении с Томасом Микуцкисом у Погребняка были выбиты 4 зуба. Всего за сезон 2015/16 забил 12 мячей и стал лучшим бомбардиром команды. Летом 2016 года покинул клуб в статусе свободного агента. 11 августа стало известно, что футболист принял предложение вернуться в команду и подписал новый контракт. В январе 2017 года, отыграв семь матчей и не забив ни одного гола, расторг контракт.
1 февраля 2017 года стало известно, что Погребняк подписал контракт с «Зенитом-2». Первые два гола за клуб футболист забил 6 мая 2017 года в ворота саранской «Мордовии».
Летом 2017 года подписал контракт с клубом «Балтика». Первый гол забил 26 июля 2017 года в ворота «Тамбова». 1 августа 2017 года в матче со «Спартаком-2» получил перелом ноги.
В 2019 году подписал контракт со шведским клубом «Фалькенберг».
В 2020 году играл в чемпионате Узбекистана за «Локомотив» Ташкент.
В 2021 году за московский «Гераклион» в третьем, любительском дивизионе в 24 играх забил 18 голов.

## Достижения
«Томь»
- Первенство ФНЛ
  - Вице-чемпион (1): 2012/13
  - Бронзовый призёр (1): 2015/16

«Факел»
- Второй дивизион. Зона «Центр»
  - Бронзовый призёр (1): 2013/14

## Статистика
| Выступление      | Выступление      | Выступление      | Лига | Лига | Кубки | Кубки | Еврокубки | Еврокубки | Прочие | Прочие | Итого | Итого |
| Клуб             | Лига             | Сезон            | Игры | Голы | Игры  | Голы  | Игры      | Голы      | Игры   | Голы   | Игры  | Голы  |
| ---------------- | ---------------- | ---------------- | ---- | ---- | ----- | ----- | --------- | --------- | ------ | ------ | ----- | ----- |
| Факел            | ПФЛ              | 2013/14          | 24   | 8    | 0     | 0     | 0         | 0         | 0      | 0      | 24    | 8     |
| Факел            | Итого            | Итого            | 24   | 8    | 0     | 0     | 0         | 0         | 0      | 0      | 24    | 8     |
| Томь             | Премьер-лига     | 2011/12          | 13   | 0    | 1     | 0     | 0         | 0         | 0      | 0      | 14    | 0     |
| Томь             | ФНЛ              | 2012/13          | 16   | 3    | 1     | 1     | 0         | 0         | 0      | 0      | 17    | 4     |
| Томь             | ФНЛ              | 2014/15          | 19   | 6    | 0     | 0     | 0         | 0         | 1      | 0      | 20    | 6     |
| Томь             | ФНЛ              | 2015/16          | 33   | 12   | 1     | 1     | 0         | 0         | 1      | 0      | 35    | 13    |
| Томь             | Премьер-лига     | 2016/17          | 6    | 0    | 1     | 0     | 0         | 0         | 0      | 0      | 7     | 0     |
| Томь             | Итого            | Итого            | 87   | 21   | 4     | 2     | 0         | 0         | 2      | 0      | 93    | 23    |
| Зенит-2          | ФНЛ              | 2016/17          | 11   | 3    | 0     | 0     | 0         | 0         | 0      | 0      | 11    | 3     |
| Зенит-2          | Итого            | Итого            | 11   | 3    | 0     | 0     | 0         | 0         | 0      | 0      | 11    | 3     |
| Балтика          | ФНЛ              | 2017/18          | 5    | 1    | 0     | 0     | 0         | 0         | 0      | 0      | 5     | 1     |
| Балтика          | ФНЛ              | 2018/19          | 12   | 1    | 0     | 0     | 0         | 0         | 0      | 0      | 12    | 1     |
| Балтика          | Итого            | Итого            | 17   | 2    | 0     | 0     | 0         | 0         | 0      | 0      | 17    | 2     |
| Фалькенберг      | Высшая лига      | 2019             | 11   | 0    | 0     | 0     | 0         | 0         | 0      | 0      | 11    | 0     |
| Фалькенберг      | Итого            | Итого            | 11   | 0    | 0     | 0     | 0         | 0         | 0      | 0      | 11    | 0     |
| Всего за карьеру | Всего за карьеру | Всего за карьеру | 150  | 34   | 4     | 2     | 0         | 0         | 2      | 0      | 156   | 36    |